# L.S. Fallesen
Ludvig Sophus Fallesen (født 25. juni 1807 i København, død 13. december 1840 sammesteds) var en dansk forstdocent og matematiker. Han var søn af sognepræst Lorentz Nikolai Fallesen. 

## Liv og gerning
I 1825 blev Fallesen student, 1830 vandt han universitetets guldmedalje for en matematisk afhandling og tog kort efter juridisk eksamen. I 1832 konkurrerede han forgæves til universitetets matematiske lærerpost, og det næste år tog han magistergraden. Det var dog ikke som jurist eller matematiker, men som forstdocent, at Fallesen fik sin officielle virksomhed. Efter en toårig studierejse i Tyskland, Frankrig og Italien begyndte han 1835 i København at holde forelæsninger over forstvidenskab; det følgende år blev han udnævnt til forstdocent med forpligtelse til at læse over forstvidenskab, læren om jagtvæsenet, matematik, forst- og jagtlovgivning, fik titel af professor og blev medlem af forsteksaminationskommissionen. 
I 1837 ægtede han sit søskendebarn Nicoline Christiane Smith, datter af pastor Eiler Hagerup Smith og senere gift med forstdocent, professor Johan Frederik Hansen. Efter længere tids svagelighed døde Fallesen allerede 1840. 

## Bidrag til fortsvæsenet
I sin kortvarige virksomhed fik han lejlighed til at foreslå og for en del at gennemføre en særdeles fornuftig ordning af skovbrugsundervisningen; et vidnesbyrd om hans interesse for fagets juridiske og statsøkonomiske ("politiske") del er hans Kronologisk Samling af kongelige Forordninger og aabne Breve, Forst- og Jagtvæsenet angaaende (1836); i 1839 udgav han desuden en oversættelse af Ricardos værk Political economy and taxation. 

## Bidrag til matematikken
Efter von Schmidtens død konkurrerede hans 3 disciple Jürgensen, Ramus og Fallesen 1832 om det derved ledigblevne professorat i matematik ved universitetet, hvilket gaves til Ramus. De nævnte, da ganske unge, mænd vare de nærmeste til at fortsætte den udvikling af matematikken i Danmark, som var begyndt så godt af C.F. Degen og von Schmidten. Fallesen hindredes dog ved andre beskæftigelser og ved sin tidlige død i at bidrage så meget hertil, som han synes at have givet grund til at vente. Hans eneste videregående matematiske arbejde er hans magisterdisputats 1833 (De natura et proprietatibus qvibusdam caloris); den fortjener opmærksomhed som en forløber for den mekaniske varmeteori. Desuden har han skrevet en lærebog: Begyndelsesgrunde i den rene Mathematik (1834). Kunne dens fuldstændige begrundelser og systematiske fremstilling end den gang ikke trænge ind i skolerne, har den vist, hvad man i disse henseender måtte og kunne fordre, og har derved bidraget til den raskere udvikling af matematikundervisningen i Danmark, under hvilken også den tidlig er gået i glemme.